# 伊達典子
伊達 典子（だて のりこ、1970年〈昭和45年〉11月7日 - ）は、西日本放送の報道記者兼アナウンサー。香川県高松市出身。関西学院大学文学部を卒業後、1993年、西日本放送に入社。
2009年4月より報道部兼任となり記者としての仕事が中心となっている。

## 現在の担当番組

### テレビ
- RNC Newsリアルタイム（取材、リポート）
- ローカルニュース全般（随時）

※2010年まで放送開始直後と放送終了直前のIDジャンクションのアナウンスも担当

## 過去の担当番組

### テレビ
- RNCワイドニュースプラス1

### ラジオ
- どよーしょっと
- 情報てんこもりラジオでDON(火・水)
- 波のりラジオWeek End Fever（第3部まんぷくタイプ、メインパーソナリティ）
- のりこの、なんができよんな